# Alain Renault
Alain Renault (Parigi, 1948) è un giornalista attivista politico di estrema destra francese.

## Biografia
È stato membro del Consiglio nazionale, poi del Segretariato generale dell'Ordre nouveau, ha guidato i Groupes nationalistes révolutionnaires (GNR) con il suo amico François Duprat e ha collaborato con i Cahiers européenne (1974 - 1978). Ha anche partecipato
all'Association pour la liberté économique et le progrès social.
È stato segretario generale del Rassemblement National fino al 1980, che poi nel 1981. Rientrerà nel 1990 per poi unirsi a Philippe de Villiers.
Ha sposato la vedova di François Duprat, Jeanine.

## Opere
- con Patrick Buisson (dir.), L'Album Le Pen, Écully, Intervalles, 1984. (ISBN 2-905409-01-0). Un album similaire a été édité en 2002 par Yann Le Pen;
- con François Duprat, Les Fascismes américains, 1924-1941, éd. Revue d'histoire du fascisme, 1976 (edizione 2010 pubblicato da Déterna);
- (Presentazione), Ordre Nouveau - Juin 1972 & 3e congrès 1973, Paris, Déterna, 2009, 447 p. (ISBN 978-2-36-0060-06-1)
- (Prefazione) Ordre nouveau raconté par ses militants, Paris, Synthèse éditions, 2019, 266 p. (ISBN 978-2-36798-057-7).